# Anthophora nigrilabris
Anthophora nigrilabris är en biart som beskrevs av Maximilian Spinola 1838. Anthophora nigrilabris ingår i släktet pälsbin, och familjen långtungebin. Inga underarter finns listade i Catalogue of Life.